# Juegos Bolivarianos de Playa

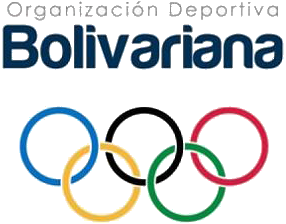
Logo de la Organización Deportiva Bolivariana (ODEBO), encargada de desarrollar el evento.

Los Juegos Bolivarianos de Playa son un evento multideportivo que se realizan cada dos años. Fueron instituidos por la Asamblea General de la Organización Deportiva Bolivariana (ODEBO) del 7 de febrero de 2011, y la primera edición de los Juegos se desarrolló en la ciudad de Lima, Perú, la cual contó con la asistencia de seis comités olímpicos nacionales pertenecientes a la ODEBO, más cuatro comités olímpicos nacionales invitados. La última edición fue realizada en Iquique, Chile.

## Juegos
| Año  | Evento                           | Sede                 | Sede                 | Duración                       | Países            | Deportes          | Atletas           | País ganador      |                   |
| ---- | -------------------------------- | -------------------- | -------------------- | ------------------------------ | ----------------- | ----------------- | ----------------- | ----------------- | ----------------- |
| 2012 | I Juegos Bolivarianos de Playa   | Bandera de Perú      | Bandera de Perú      | 1 de noviembre 11 de noviembre | 10                | 13                | 1000              | Perú              |                   |
| 2012 | I Juegos Bolivarianos de Playa   | Lima                 | Perú                 | 1 de noviembre 11 de noviembre | 10                | 13                | 1000              | Perú              |                   |
| 2014 | II Juegos Bolivarianos de Playa  | Bandera de Perú      | Bandera de Perú      | 3 de diciembre 12 de diciembre | 9                 | 12                | 1000              | Venezuela         |                   |
| 2014 | II Juegos Bolivarianos de Playa  | Huanchaco            | Perú                 | 3 de diciembre 12 de diciembre | 9                 | 12                | 1000              | Venezuela         |                   |
| 2016 | III Juegos Bolivarianos de Playa | Bandera de Chile     | Bandera de Chile     | 24 de noviembre 3 de diciembre | 11                | 13                | 1100              | Chile             |                   |
| 2016 | III Juegos Bolivarianos de Playa | Iquique              | Chile                | 24 de noviembre 3 de diciembre | 11                | 13                | 1100              | Chile             |                   |
| 2019 | IV Juegos Bolivarianos de Playa  | Bandera de Venezuela | Bandera de Venezuela | Edición cancelada              | Edición cancelada | Edición cancelada | Edición cancelada | Edición cancelada | Edición cancelada |
| 2019 | IV Juegos Bolivarianos de Playa  | Vargas               | Venezuela            | Edición cancelada              | Edición cancelada | Edición cancelada | Edición cancelada | Edición cancelada | Edición cancelada |

## Medallero histórico
| Núm. | País                       | Oro | Plata | Bronce | Total |
| ---- | -------------------------- | --- | ----- | ------ | ----- |
| 1    | Venezuela (VEN)            | 58  | 50    | 46     | 154   |
| 2    | Chile (CHI)                | 48  | 46    | 38     | 132   |
| 3    | Perú (PER)                 | 48  | 35    | 37     | 120   |
| 4    | Colombia (COL)             | 30  | 24    | 29     | 83    |
| 5    | Ecuador (ECU)              | 19  | 40    | 37     | 96    |
| 6    | Guatemala (GUA)            | 6   | 3     | 6      | 15    |
| 7    | Paraguay (PAR)             | 3   | 9     | 9      | 21    |
| 8    | El Salvador (ESA)          | 3   | 6     | 5      | 14    |
| 9    | República Dominicana (DOM) | 1   | 3     | 6      | 10    |
| 10   | Panamá (PAN)               | 0   | 0     | 2      | 2     |